# Quan Sơn (huyện)
Quan Sơn là một huyện miền núi nằm ở phía tây tỉnh Thanh Hóa, Việt Nam.

## Địa lý

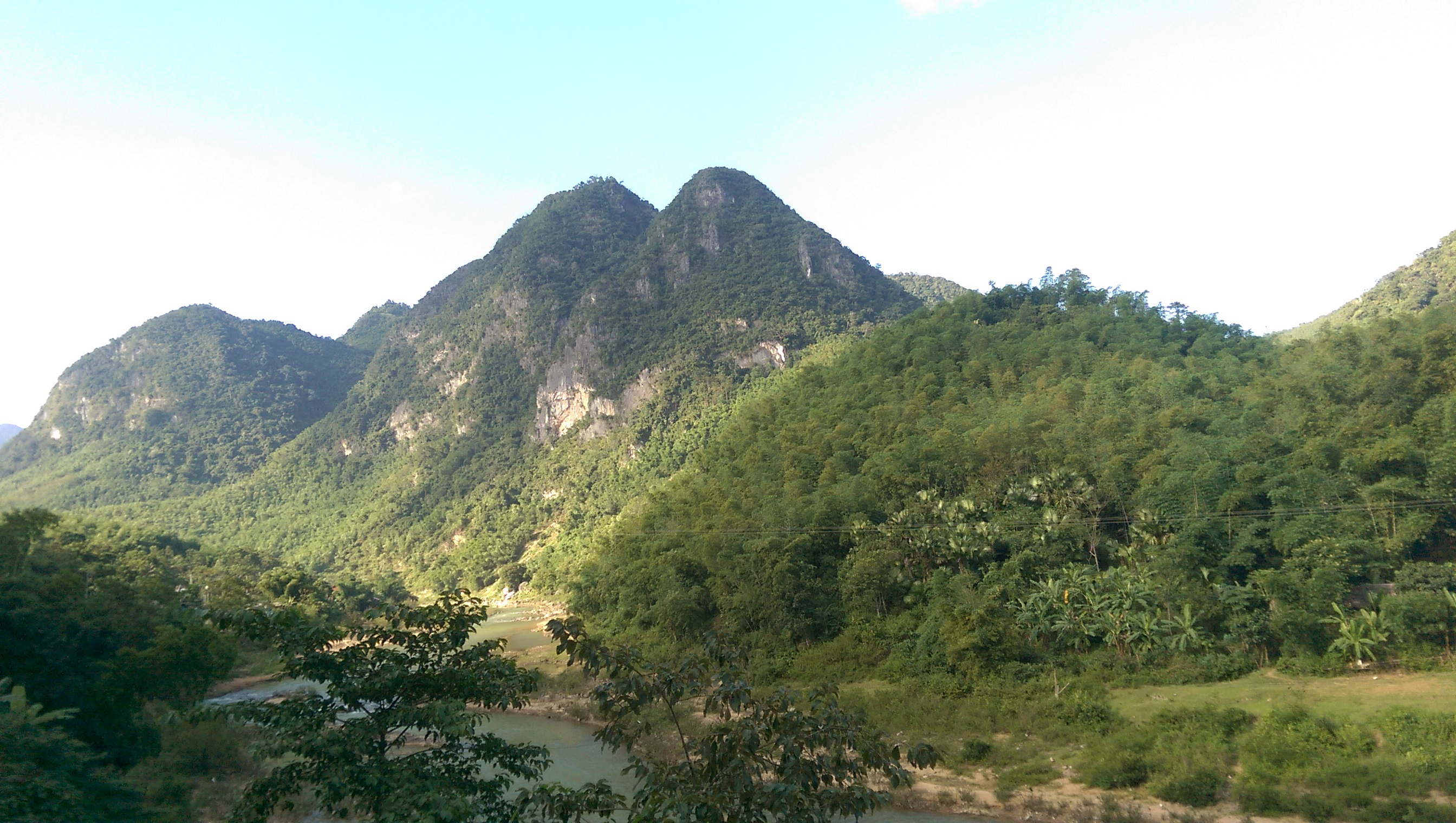
Địa hình Quan Sơn chủ yếu là đồi núi

Quan Sơn là một huyện miền núi nằm ở phía tây bắc tỉnh Thanh Hóa, có vị trí địa lý:
- Phía đông nam và phía đông giáp huyện Lang Chánh
- Phía đông bắc giáp huyện Bá Thước
- Phía bắc giáp huyện Quan Hóa
- Phía tây bắc, phía tây, và tây nam là biên giới Việt - Lào.

Huyện Quan Sơn có diện tích tự nhiên 926,62 km², dân số năm 2022 là 43.764 người, mật độ dân số đạt 47 người/km². Dân số năm 2019 là 40.526 người, mật độ dân số đạt 44 người/km².
Trên địa bàn huyện có sông Luồng là nhánh đầu nguồn của sông Mã, chảy theo hướng Tây - Đông, ngoài ra còn có sông Lò, chảy từ mường (huyện) Sầm Tớ của nước Lào vào xã Tam Thanh rồi qua xã Tam Lư, thị trấn Sơn Lư, các xã Trung Thượng, Trung Tiến, Trung Hạ, Trung Xuân rồi đổ vào sông Mã tại thị trấn Hồi Xuân. Diện tích tự nhiên của huyện Quan Sơn là 943,45 km².

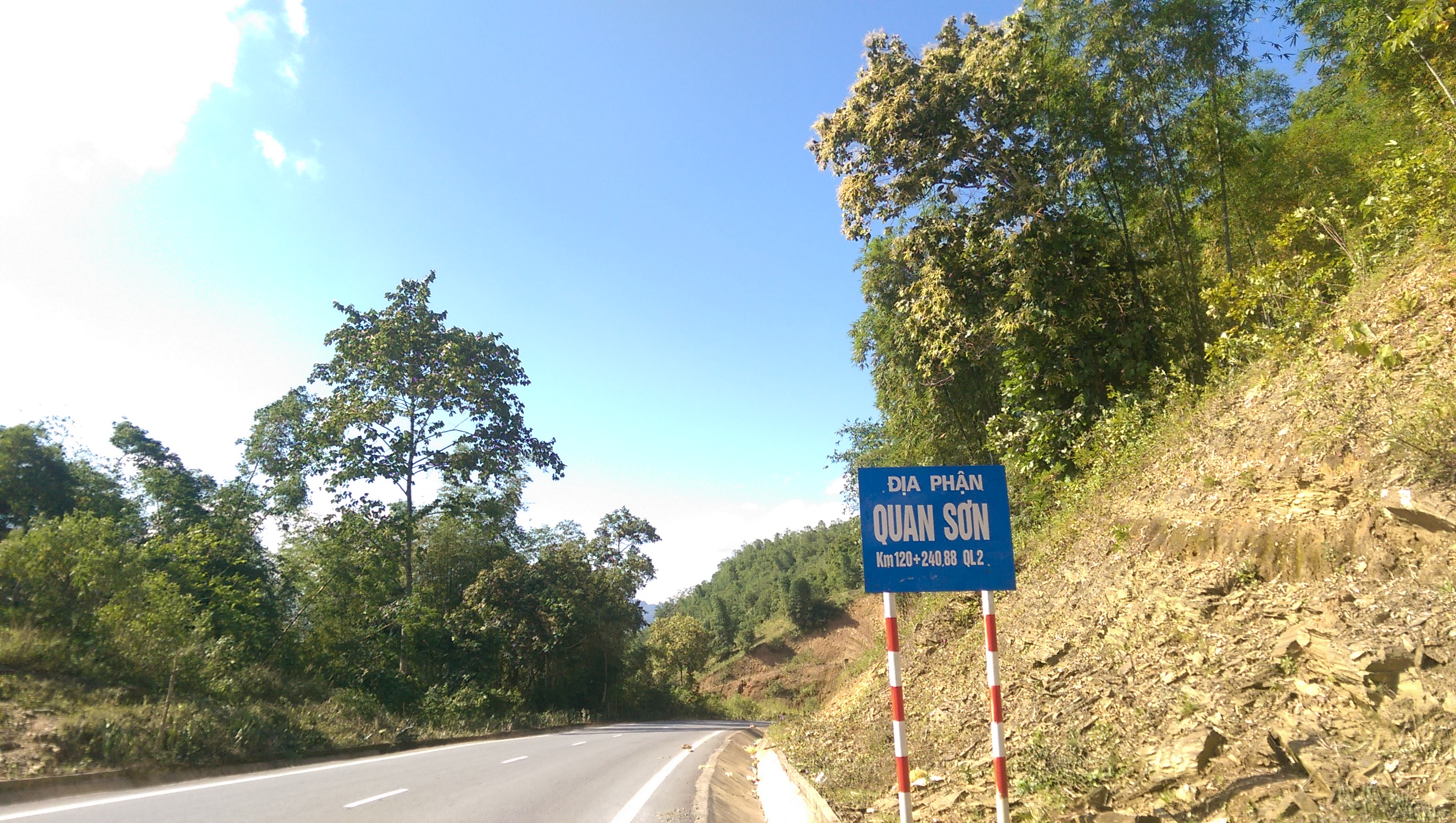
Quốc lộ 217 là tuyến đường huyết mạch chạy qua huyện Quan Sơn

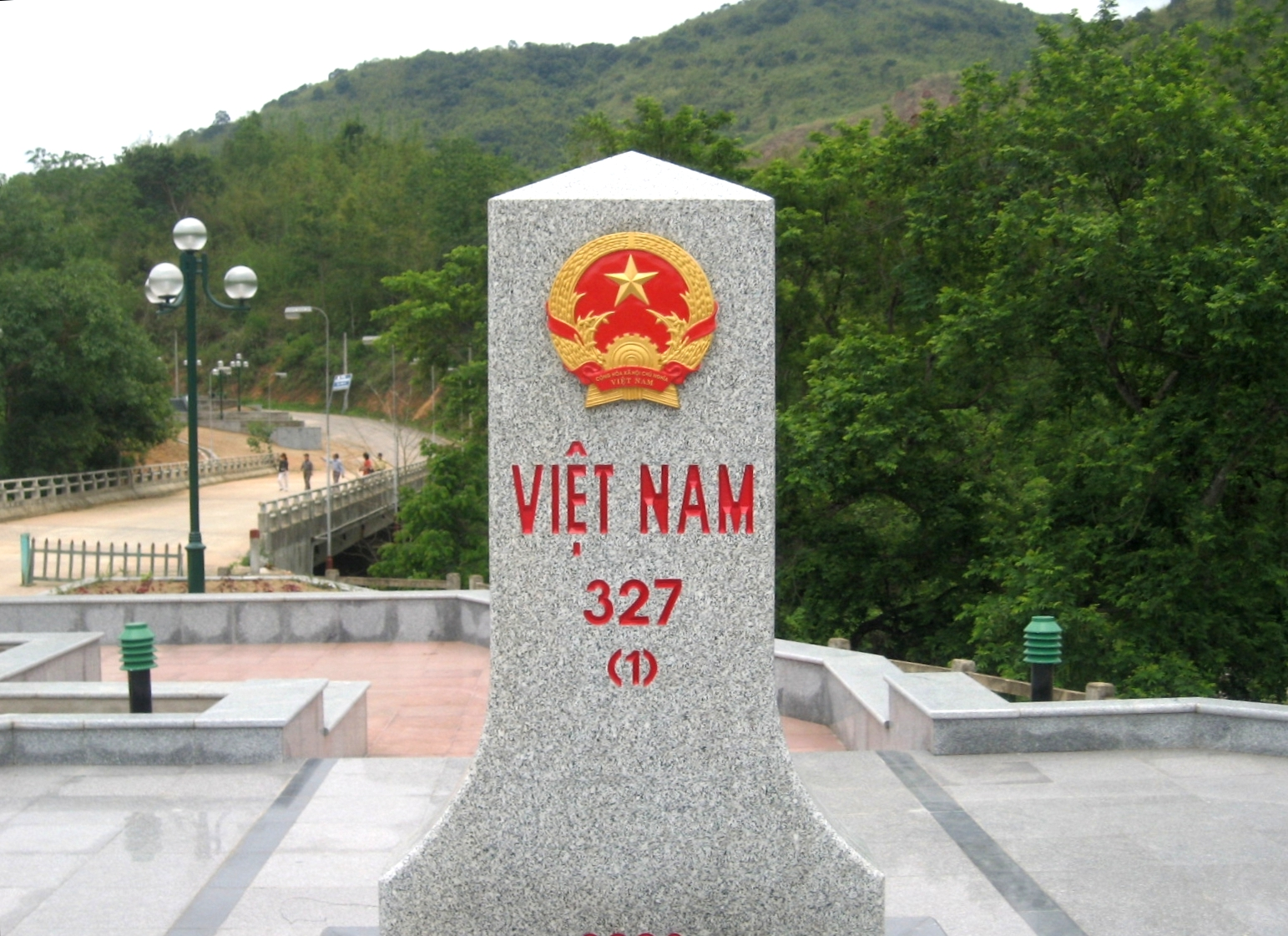
Cột mốc biên giới phía Việt Nam tại cửa khẩu Na Mèo

Tại biên giới Việt - Lào thuộc huyện Quan Sơn có Cửa khẩu Na Mèo.

## Lịch sử
Huyện Quan Sơn được thành lập theo Nghị định số 72-CP ngày 18 tháng 11 năm 1996 của Chính phủ trên cơ sở tách 9 xã: Trung Thượng, Trung Hạ, Trung Xuân, Sơn Thủy, Sơn Điện, Sơn Hà, Sơn Lư, Tam Lư và Tam Thanh thuộc huyện Quan Hóa.
Ngày 5 tháng 8 năm 1999, Chính phủ ban hành Nghị định 65/1999/NĐ-CP. Theo đó:
- Thành lập xã Na Mèo trên cơ sở 12.195 ha diện tích tự nhiên và 2.605 nhân khẩu của xã Sơn Thủy
- Thành lập xã Mường Mìn trên cơ sở 8.190 ha diện tích tự nhiên và 2.115 nhân khẩu của xã Sơn Điện.

Ngày 6 tháng 11 năm 2003, thành lập thị trấn Quan Sơn (thị trấn huyện lỵ huyện Quan Sơn) trên cơ sở 579,40 ha diện tích tự nhiên và 2.820 nhân khẩu của xã Sơn Lư.
Ngày 23 tháng 12 năm 2008, thành lập xã Trung Tiến trên cơ sở điều chỉnh 4.405,5 ha diện tích tự nhiên và 2.935 nhân khẩu của xã Trung Thượng.
Ngày 1 tháng 12 năm 2019, sáp nhập xã Sơn Lư và thị trấn Quan Sơn để thành lập thị trấn Sơn Lư.
Huyện Quan Sơn có 1 thị trấn và 11 xã như hiện nay.

## Hành chính
Huyện Quan Sơn có 12 đơn vị hành chính cấp xã trực thuộc, bao gồm thị trấn Sơn Lư (huyện lỵ) và 11 xã: Mường Mìn, Na Mèo, Sơn Điện, Sơn Hà, Sơn Thủy, Tam Lư, Tam Thanh, Trung Hạ, Trung Thượng, Trung Tiến, Trung Xuân.
| Tên           | Diện tích (km²) | Dân số (người) |
| ------------- | --------------- | -------------- |
| Thị trấn (01) |                 |                |
| Sơn Lư        | 54,02           | 5.444          |
| Xã (11)       |                 |                |
| Mường Mìn     | 89,21           | 3.099          |
| Na Mèo        | 127,44          | 4.244          |
| Sơn Điện      | 94,37           | 5.065          |
| Sơn Hà        | 88,96           | 2.298          |

| Tên          | Diện tích (km²) | Dân số (người) |
| ------------ | --------------- | -------------- |
| Sơn Thủy     | 131,58          | 3.992          |
| Tam Lư       | 61,76           | 3.386          |
| Tam Thanh    | 99,24           | 4.227          |
| Trung Hạ     | 34,73           | 4.193          |
| Trung Thượng | 56,18           | 2.591          |
| Trung Tiến   | 40,05           | 3.351          |
| Trung Xuân   | 49,08           | 1.874          |